# Кемальшехр
Кемальшехр (перс. کمال‌شهر‎) или Кемальабад — город на севере Ирана, в остане Альборз. Входит в состав шахрестана Кередж. Является частью бахша Меркези.

## География
Город находится в юго-восточной части Альборза, к югу от гор Эльбурс, к западу от Кереджа, административного центра провинции. Абсолютная высота — 1276 метров над уровнем моря.

## Население
По данным переписи 2006 года население города составляло 80 435 человек (41 772 мужчины и 38 663 женщинs). Насчитывалось 3329 семей. Уровень грамотности населения составлял 78,79 %. Уровень грамотности среди мужчин составлял 81,6 %, среди женщин — 75,76 %.